# Michel Roux (comediante)
Michel Roux (22 de julio de 1929 – 2 de febrero de 2007) fue un actor y director teatral de nacionalidad francesa. Conocido actor de doblaje, prestó su voz a numeroso actores, siendo sobre todo conocido por doblar a Tony Curtis en la serie The Persuaders! y a Peter Sellers en el papel del Inspector Clouseau.

## Biografía
Nacido en Colombes, Francia, su trayectoria, iniciada a los catorce años de edad, se desarrolló principalmente en el teatro, tanto como actor como director. Entre las obras más destacadas en la cuales actuó figura La jaula de las locas, que le dio una gran notoriedad, así como La cena de los idiotas, Le Canard à l'orange y Tromper n'est pas jouer. 
En los años 1970 y 1980, fue una de las estrellas recurrentes del programa televisivo Au théâtre ce soir, para el cual elaboró numerosas puestas en escena. También trabajó como actor en series como Les Cinq Dernières Minutes (1965).
Gran figura del mundo del doblaje, fue conocido por dar voz a los actores Jack Lemmon y Peter Sellers, doblando entre otros muchos a Alec Guinness, Cary Grant (North by Northwest), Frank Sinatra, Jerry Lewis o Elvis Presley. Doblador de Tony Curtis en la serie televisiva The Persuaders!, contribuyó enormemente al inmenso éxito de dicha producción en Francia.
Su última actuación teatral tuvo lugar en 2006 con Le Charlatan, de Robert Lamoureux, con escenografía de Francis Joffo, pieza que Michel Roux y Jacques Balutin interpretaron en el Théâtre Saint-Georges y en el Théâtre du Palais-Royal.
Michel Roux falleció en el año 2007 en París, Francia, a causa de una dolencia cardiaca. Se celebró su funeral el 8 de febrero de ese año en Colombes, donde fue enterrado.
Por su trayectoria artística, fue nombrado caballero de la Orden Nacional del Mérito

## Teatro

### Actor
- 1951 : La Belle Rombière, de Jean Clervers y Guillaume Hanoteau, escenografía de Georges Vitaly, Teatro de la Huchette y Théâtre de l'Œuvre
- 1952 : Les Taureaux, de Alexandre Arnoux, escenografía de Georges Vitaly, Teatro Montparnasse
- 1952 : La Petite Femme de Loth, de Tristan Bernard, escenografía de Georges Vitaly, Teatro Montparnasse
- 1952 : Mobilette, con Suzy Delair y Mona Monick, Roger Lanzac, en l'Européen
- 1952 : Les Barbes nobles, de André Roussin, escenografía de Georges Vitaly, Grand-Guignol
- 1953 : Le Ravageur, de Gabriel Chevallier, escenografía de Alfred Pasquali, Théâtre des Bouffes-Parisiens
- 1955 : Ce diable d'ange, de Pierre Destailles y Charles Michel, escenografía de Georges Vitaly, Comédie-Wagram
- 1956 : À la monnaie du Pape, de Louis Velle, escenografía de René Dupuy, Théâtre Gramont
- 1956 : Irma la Douce, de Alexandre Breffort y Marguerite Monnot, escenografía de René Dupuy, Théâtre Gramont
- 1959 : L'Effet Glapion, de Jacques Audiberti, escenografía de Georges Vitaly, Théâtre La Bruyère
- 1960 : La Petite Datcha, de Vasiliei Vasil'evitch Chkvarkin, escenografía de René Dupuy, Théâtre Daunou
- 1961 : La Dame et l'écureuil, de Robert Collon, escenografía de André Puglia, Théâtre Fontaine
- 1961 : Les Pupitres, de Raymond Devos, escenografía de l'auteur, Théâtre Fontaine
- 1963 : Sacré Léonard, de Jean Poiret y Michel Serrault, escenografía de André Puglia, Théâtre Fontaine
- 1964 : Les escargots meurent debout, de Francis Blanche, escenografía de Jean Le Poulain, Théâtre Fontaine
- 1965 : Du vent dans les branches de sassafras, de René de Obaldia, escenografía de René Dupuy, Théâtre Gramont
- 1966 : Laurette ou l'Amour voleur, de Marcelle Maurette y Marc-Gilbert Sauvajon, escenografía de Pierre Fresnay, Théâtre de la Michodière
- 1967 : Comme au théâtre, de Françoise Dorin, escenografía de Michel Roux, Théâtre de la Michodière
- 1968 : Comme au théâtre, de Françoise Dorin, escenografía de Michel Roux, Théâtre des Célestins
- 1968 : Visitations, de Jean Giraudoux, Théâtre de la Michodière
- 1968 : C'est malin !, de Fulbert Janin, escenografía de Michel Roux, Espace Cardin
- 1968 : Opération Lagrelèche, de Jean Poiret y Michel Serrault, Théâtre Fontaine
- 1969 : Les Grosses Têtes, de Jean Poiret y Michel Serrault, escenografía de Jean Poiret y René Dupuy, Théâtre de l'Athénée
- 1969 : La Paille humide, de Albert Husson, escenografía de Michel Roux, Théâtre de la Michodière
- 1970 : Un sale égoïste, de Françoise Dorin, escenografía de Michel Roux, Théâtre Antoine
- 1973 : Un yaourt pour deux, de Stanley Price, escenografía de Michel Roux, Théâtre Gramont
- 1975 : Le Tableau, de Eugène Ionesco, escenografía de Jacques Mauclair, Monfort-Théâtre
- 1977 : Féfé de Broadway, de Jean Poiret, escenografía de Pierre Mondy, con Jacqueline Maillan, Annick Alane, Jackie Sardou y Roger Carel, Théâtre des Variétés
- 1978 : La jaula de las locas, de Jean Poiret, con Jean-Jacques, William Sabatier y Claude Gensac, Théâtre des Variétés
- 1980 : L'Azalée, de Yves Jamiaque, escenografía de Michel Roux, Théâtre Marigny
- 1981 : Domino, de Marcel Achard, escenografía de Jean Piat, Théâtre Marigny
- 1983 : Le Vison voyageur, de Ray Cooney y John Chapman, escenografía de Patrick Guillemin, Théâtre de la Michodière
- 1985 : Silence, on tourne, de Michel Lengliney, Théâtre Daunou
- 1986 : Au secours, elle me veut !, de Renee Taylor y Joseph Bologna, escenografía de Michel Roux, Théâtre Daunou
- 1987 : Monsieur Masure, de Claude Magnier, escenografía de Michel Roux, con Roger Pierre y Axelle Abbadie, Théâtre Daunou
- 1990 : Bon week-end, monsieur Bennett, de Arthur Watkin, escenografía de Michel Fagadau, Théâtre Daunou
- 1990 : Un suédois ou rien, de Laurence Jyl, escenografía de Jean-Luc Moreau, Théâtre Fontaine
- 1993 : Le Canard à l'orange, de William Douglas-Home, escenografía de Pierre Mondy y Alain Lionel, Théâtre Daunou
- 1994 : Le Canard à l'orange de William Douglas-Home, escenografía de Pierre Mondy y Alain Lionel, Théâtre Daunou
- 1995 : La cena de los idiotas, de Francis Veber, escenografía de Pierre Mondy, con Jacques Villeret, Gérard Hernandez y Bunny Godillot, Théâtre des Variétés
- 1997 : Tromper n'est pas jouer, de Patrick Cargill, escenografía de Daniel Colas, con Daniel Colas, Virginie Pradal y Olivia Dutron, Théâtre Saint-Georges
- 1998 : Max et Charlie, de Laurence Jyl, escenografía de Jean-Luc Moreau, Théâtre Daunou
- 1998 : Face à face, de Francis Joffo, escenografía del autor, Théâtre du Palais-Royal
- 2002 : Faut-il tuer le clown ?, de Jean-François Champion, escenografía de Jean-Pierre Dravel y Olivier Macé, con Alexandra Stewart, Emeric Marchand y Daniel Jean, Théâtre Comédia
- 2002 : Le Charlatan, de Robert Lamoureux, escenografía de Francis Joffo, con Jacques Balutin, Olivier Till y Valériane de Villeneuve, Théâtre Saint-Georges
- 2005 : Le Charlatan, de Robert Lamoureux, escenografía de Francis Joffo, con Jacques Balutin, Christophe de Mareuil y Valériane de Villeneuve, Théâtre du Palais-Royal

### Director
- 1967 : Comme au théâtre, de Françoise Dorin, Théâtre de la Michodière
- 1968 : C'est malin !, de Fulbert Janin, Espace Cardin
- 1968 : Gugusse, de Marcel Achard, Théâtre de la Michodière
- 1969 : La Paille humide, de Albert Husson, Théâtre de la Michodière
- 1970 : Un sale égoïste, de Françoise Dorin, Théâtre Antoine
- 1971 : Pauvre France !, de Ron Clark y Sam Bobrick, adaptación de Jean Cau, Théâtre Fontaine
- 1972 : En avant... toute !, de Michel André, Théâtre Édouard VII
- 1973 : L'Honneur des Cipolino, de Jean-Jacques Bricaire y Maurice Lasaygues, Théâtre Fontaine
- 1973 : Madame Sans Gêne, de Victorien Sardou y Émile Moreau, Théâtre de Paris
- 1973 : Le Tournant, de Françoise Dorin, Théâtre de la Madeleine
- 1973 : Un yaourt pour deux, de Stanley Price, Théâtre Gramont
- 1974 : Pauvre France !, de Sam Bobrick y Ron Clark, Théâtre des Nouveautés
- 1975 : L'Autre Valse, de Françoise Dorin, Théâtre des Variétés
- 1975 : Monsieur Masure, de Claude Magnier, Théâtre Daunou
- 1976 : N'écoutez pas, mesdames !, de Sacha Guitry, Théâtre Saint-Georges
- 1978 : Le Préféré, de Pierre Barillet y Jean-Pierre Gredy, Théâtre de la Madeleine
- 1979 : Remarie-moi, de Nicole de Buron, Théâtre Daunou
- 1980 : Reviens dormir à l’Élysée, de Jean-Paul Rouland y Claude Olivier, Comédie-Caumartin
- 1980 : L'Azalée, de Yves Jamiaque, Théâtre Marigny
- 1981 : Pauvre France, de Sam Bobrick y Ron Clark, Théâtre du Palais-Royal
- 1982 : Je l'aimais trop, de Jean Guitton, Théâtre Marigny
- 1986 : Au secours, elle me veut !, de Terence Taylor, Théâtre Daunou
- 1987 : Monsieur Masure, de Claude Magnier, Théâtre Daunou
- 1988 : Le Grand Standing, de Neil Simon, Théâtre des Nouveautés
- 1990 : Le Diamant rose, a partir de Michael Pertwee, adaptación de Pierre Laville, Théâtre Daunou
- 1990 : Reviens dormir à l'Élysée, de Jean-Paul Rouland y Claude Olivier, Comédie-Caumartin
- 1993 : Ne coupez pas mes arbres, de William Douglas-Home
- 2001 : Soins intensifs, de Françoise Dorin, Théâtre Saint-Georges

## Filmografía

### Cine
- 1943 : Le Carrefour des enfants perdus, de Léo Joannon
- 1943 : La Cavalcade des heures, de Yvan Noé
- 1945 : J'ai dix-sept ans, de André Berthomieu
- 1947 : Blanc comme neige, de André Berthomieu
- 1948 : L'Impeccable Henri, de Charles-Félix Tavano
- 1948 : Roulons, de Jacques Berr
- 1949 : Interdit au public, de Alfred Pasquali
- 1949 : La Petite Chocolatière, de André Berthomieu
- 1952 : La Fête à Henriette, de Julien Duvivier
- 1953 : Maternité clandestine, de Jean Gourguet
- 1953 : Piédalu député, de Jean Loubignac
- 1953 : Le Secret d'Hélène Marimon, de Henri Calef
- 1954 : Leguignon guérisseur, de Maurice Labro
- 1956 : La Joyeuse Prison, de André Berthomieu
- 1957 : En liberté sur les routes de l'U.R.S.S
- 1958 : La Femme et le Pantin, de Julien Duvivier
- 1959 : Croquemitoufle, de Claude Barma
- 1959 : Détournement de mineures, de Walter Kapps
- 1973 : Le Crayon magique, de Jean Image
- 1984 : Le Bon Roi Dagobert, de Dino Risi
- 1993 : Pas très catholique, de Tonie Marshall
- 1995 : Golden Boy, de Jean-Pierre Vergne

### Televisión
- 1958 : Misère et Noblesse, dirección de Marcel Bluwal
- 1965 : Les Cinq Dernières Minutes, episodio Bonheur à tout prix, de Claude Loursais
- 1966 : Le Chevalier à la mode, dirección de Michel Ayats

#### Au théâtre ce soir
- 1966 : À la monnaie du Pape, de Louis Velle, escenografía del autor, dirección de Pierre Sabbagh, Théâtre Marigny
- 1969 : Many, de Alfred Adam, escenografía de Pierre Dux, dirección de Pierre Sabbagh, Théâtre Marigny
- 1970 : Deux fois deux font cinq, de Gabriel Arout, escenografía de Pierre Dux, dirección de Pierre Sabbagh, Théâtre Marigny
- 1970 : L'amour vient en jouant, de Jean Bernard-Luc, escenografía de Michel Roux, dirección de Pierre Sabbagh, Théâtre Marigny
- 1971 : Colinette, de Marcel Achard, escenografía de Pierre Mondy, dirección de Pierre Sabbagh, Théâtre Marigny
- 1972 : Faites-moi confiance, de Michel Duran, escenografía de Alfred Pasquali, dirección de Pierre Sabbagh, Théâtre Marigny
- 1972 : L'École des contribuables, de Louis Verneuil y Georges Berr, escenografía de Robert Manuel, dirección de Pierre Sabbagh, Théâtre Marigny
- 1972 : Folie douce, de Jean-Jacques Bricaire y Maurice Lasaygues, escenografía de Michel Roux, dirección de Pierre Sabbagh, Théâtre Marigny
- 1972 : Les Français à Moscou, de Pol Quentin, solo escenografía, dirección de Georges Folgoas, Théâtre Marigny
- 1973 : Maître Bolbec et son mari, de Georges Berr y Louis Verneuil, escenografía de Robert Manuel, dirección de Georges Folgoas, Théâtre Marigny
- 1973 : Laurette ou l'Amour voleur, de Marcelle Maurette y Marc-Gilbert Sauvajon, escenografía de Jacques-Henri Duval, dirección de Georges Folgoas, Théâtre Marigny
- 1973 : La Reine galante, de André Castelot, solo escenografía, dirección de Georges Folgoas, Théâtre Marigny
- 1973 : L'Honneur des Cipolino, de Jean-Jacques Bricaire, solo escenografía, dirección de Georges Folgoas, Théâtre Marigny
- 1974 : Les Voyageurs égarés, de Guillaume Hanoteau, escenografía de Michel Roux, dirección de Georges Folgoas, Théâtre Marigny
- 1974 : L'Amant de Madame Vidal, de Georges Berr y Louis Verneuil, escenografía de Michel Roux, dirección de Georges Folgoas, Théâtre Marigny
- 1974 : Edmée, de Pierre-Aristide Bréal, solo escenografía, dirección de Georges Folgoas, Théâtre Marigny
- 1975 : Les Derniers Outrages, de Robert Beauvais, escenografía de Michel Roux, dirección de Pierre Sabbagh, Théâtre Édouard VII
- 1976 : Attends-moi pour commencer, de Joyce Rayburn, adaptación de Jean Marsan, escenografía de Michel Roux, dirección de Pierre Sabbagh, Théâtre Édouard VII
- 1977 : Les Choutes, de Pierre Barillet y Jean-Pierre Grédy, solo escenografía, dirección de Pierre Sabbagh, Théâtre Marigny
- 1977 : Monsieur chasse !, de Georges Feydeau, escenografía de Alain Feydeau, dirección de Pierre Sabbagh, Théâtre Marigny
- 1977 : La Femme de ma vie, de Louis Verneuil, escenografía de Michel Roux, dirección de Pierre Sabbagh, Théâtre Marigny
- 1978 : La Plume, de Pierre Barillet y Jean-Pierre Grédy, escenografía de Michel Roux, dirección de Pierre Sabbagh, Théâtre Marigny
- 1978 : Les Coucous, de Guy Grosso y Michel Modo, solo escenografía, dirección de Pierre Sabbagh, Théâtre Marigny
- 1979 : Les Petites Têtes, de Max Régnier a partir de André Gillois, escenografía de Michel Roux, dirección de Pierre Sabbagh, Théâtre Marigny
- 1979 : Monsieur Amilcar, de Yves Jamiaque, escenografía de Max Fournel, dirección de Pierre Sabbagh, Théâtre Marigny
- 1980 : La Queue du diable, de Yves Jamiaque, escenografía de Michel Roux, dirección de Pierre Sabbagh, Théâtre Marigny
- 1980 : La Chambre mandarine, de Robert Thomas, escenografía de Michel Roux, dirección de Pierre Sabbagh, Théâtre Marigny
- 1981 : L'Amant de Bornéo, de Roger Ferdinand, Paul Armont y José Germain, escenografía de Michel Roux, dirección de Pierre Sabbagh, Théâtre Marigny
- 1981 : Descalzos por el parque, de Neil Simon, escenografía de Pierre Mondy, dirección de Pierre Sabbagh, Théâtre Marigny
- 1981 : L'Azalée, de Yves Jamiaque, escenografía de Michel Roux, dirección de Pierre Sabbagh, Théâtre Marigny
- 1982: Je l'aimais trop, de Jean Guitton, escenografía de Michel Roux, dirección de Pierre Sabbagh, Théâtre Marigny
- 1984 : Nono, de Sacha Guitry, escenografía de Robert Manuel, dirección de Pierre Sabbagh, Théâtre Marigny

## Actor de voz
A lo largo de su trayectoria como actor de doblaje, Roux prestó su voz a los siguientes actores, tanto en producciones cinematográficas como televisivas:
Eddi Arent, Ian Bannen, Claus Biederstaedt, Pierre Brice, Michael Caine, Charlie Callas, Enzo Cerusico, Montgomery Clift, Hans Conried, Michael Craig, Bernard Cribbins, Bing Crosby, Robert Culp, Roland Curram, Tony Curtis, Dan Dailey, Sammy Davis Jr.,   Dom DeLuise, Maurice Denham, Bradford Dillman, Giulio Donnini, Kirk Douglas, Duilio Del Prete, Carl Duering, John Forsythe, James Fox, Robert Francis, Vittorio Gassman, Ben Gazzara, Cary Grant, Peter Graves, Alec Guinness, Buzz Henry, Barton Heyman, Glyn Houston, Adrian Hoven, Paul Hubschmid, Will Hutchins, Jim Hutton, L.Q. Jones, Jack Kelly, Richard Leech, Jack Lemmon, Jerry Lewis, Nino Manfredi, Adolfo Marsillach, Julián Mateos, Walter Matthau, Josef Meinrad, Sanford Meisner, Sid Melton, James Mitchell, Lee Montague, Tiberio Murgia, Audie Murphy, Jack Nicholson, David Niven, Peter Myers, Bob Newhart, Paul Newman, Robert Osterloh, David Post, Elvis Presley, Tommy Rall, Tony Randall, Aldo Ray, Shane Rimmer, Cliff Robertson, Renato Salvatori, John Saxon, Alexander Scourby, Peter Sellers, Mickey Shaughnessy, Maxwell Shaw, Dick Shawn, Henry Silva, Frank Sinatra, Wim Sonneveld, Alberto Sordi, Terence Stamp, Ugo Tognazzi, Leopoldo Trieste, John Van Dreelen, Dick Van Dyke, Jerry Van Dyke, Peter Van Eyck, Robert Vaughn, Gian Maria Volontè, Ray Walston, Thorley Walters, Richard Wattis, Stuart Whitman, James Whitmore, Keenan Wynn, Alan Young y Nazzareno Zamperla.